# 57 Channels (And Nothin' On)
57 Channels (And Nothin' On) è il secondo singolo estratto da Human Touch, il nono album in studio del cantautore statunitense Bruce Springsteen. È stato pubblicato nel luglio del 1992, entrando nelle classifiche di diversi paesi. Si tratta di uno dei brani più sperimentali di Springsteen, che in questo pezzo suona anche un basso elettrico di tinta techno.
Il cantante aveva presentato il brano, in chiave acustica, durante un'esibizione al Christic Institute Benefit di Los Angeles nel novembre del 1990. Il testo indugia ironicamente sulla condizione privilegiata di una rockstar di fama mondiale come Bruce Springsteen, il quale possiede una "bourgeois house in the Hollywood hills" (casa borghese sulle colline di Hollywood), ma è prigioniero delle sue quattro mura e del vuoto televisivo, nonostante un tecnico gli abbia installato una parabola in grande di offrirgli 57 canali e più ("There was fifty-seven channels and nothin' on" - "C'erano cinquantasette canali e niente in onda").
La canzone è stata pubblicata come singolo anche in versione remixata da Little Steven; quest'ultima si contraddistingue per una maggiore presenza di campionamenti, cori e ritmica aggressiva.

## Tracce
7" Single Columbia 658138-7
1. 57 Channels (And Nothin' On) – 2:28
2. 57 Channels (And Nothin' On) (Little Steven Mix 1 Edit) – 3:52

12" Single Columbia 658138-6
1. 57 Channels (And Nothin' On) (Little Steven Mix Version 1) – 5:56
2. 57 Channels (And Nothin' On) (Little Steven Mix Version 2) – 4:45
3. 57 Channels (And Nothin' On) (There's A Riot Goin' On) – 8:19
4. Part Man, Part Monkey – 4:29

## Classifiche
| Classifica (1992)             | Posizione massima |
| ----------------------------- | ----------------- |
| Canada                        | 25                |
| Francia                       | 30                |
| Irlanda                       | 26                |
| Italia                        | 19                |
| Norvegia                      | 9                 |
| Paesi Bassi                   | 39                |
| Regno Unito                   | 32                |
| Stati Uniti                   | 68                |
| Stati Uniti (mainstream rock) | 6                 |
| Svezia                        | 32                |